# Kupfer-Rosenkäfer
Der Kupfer-Rosenkäfer (Protaetia cuprea), auch Variabler Rosenkäfer genannt, ist ein Käfer aus der Unterfamilie der Rosenkäfer, die zur Familie der Blatthornkäfer gehört. Die Gattung Protaetia ist in Europa mit fünf Untergattungen vertreten. Der Kupfer-Rosenkäfer wird zur Untergattung Netocia gerechnet, die mit 18 Arten in Europa vertreten ist.  Die Art Protaetia cuprea ist ungewöhnlich variabel, man unterscheidet neun Unterarten, aus Menorca wird eine neue Unterart cuprea ferreriesensis gemeldet.
Im deutschen Sprachraum und in Mitteleuropa allgemein ist Protaetia cuprea metallica die vorherrschende Unterart, das Verbreitungsgebiet der Stammform Protaetia cuprea cuprea strahlt von Italien in die Schweiz ein, die in Frankreich verbreitete Unterart Protaetia cuprea bourgini findet sich auch im Südwesten von Deutschland und die im Südosten von Europa beheimatete Unterart Protaetia cuprea obscura erreicht auch Österreich und die Schweiz.
Wie alle Arten der Gattung Protaetia ist auch der Kupfer-Rosenkäfer in der Bundesartenschutzverordnung besonders geschützt (in der Anlage 1 durch ein + gekennzeichnet). In den Roten Listen von Sachsen-Anhalt ist er als gefährdet (Kategorie 3) eingestuft.

## Bemerkungen zum Namen

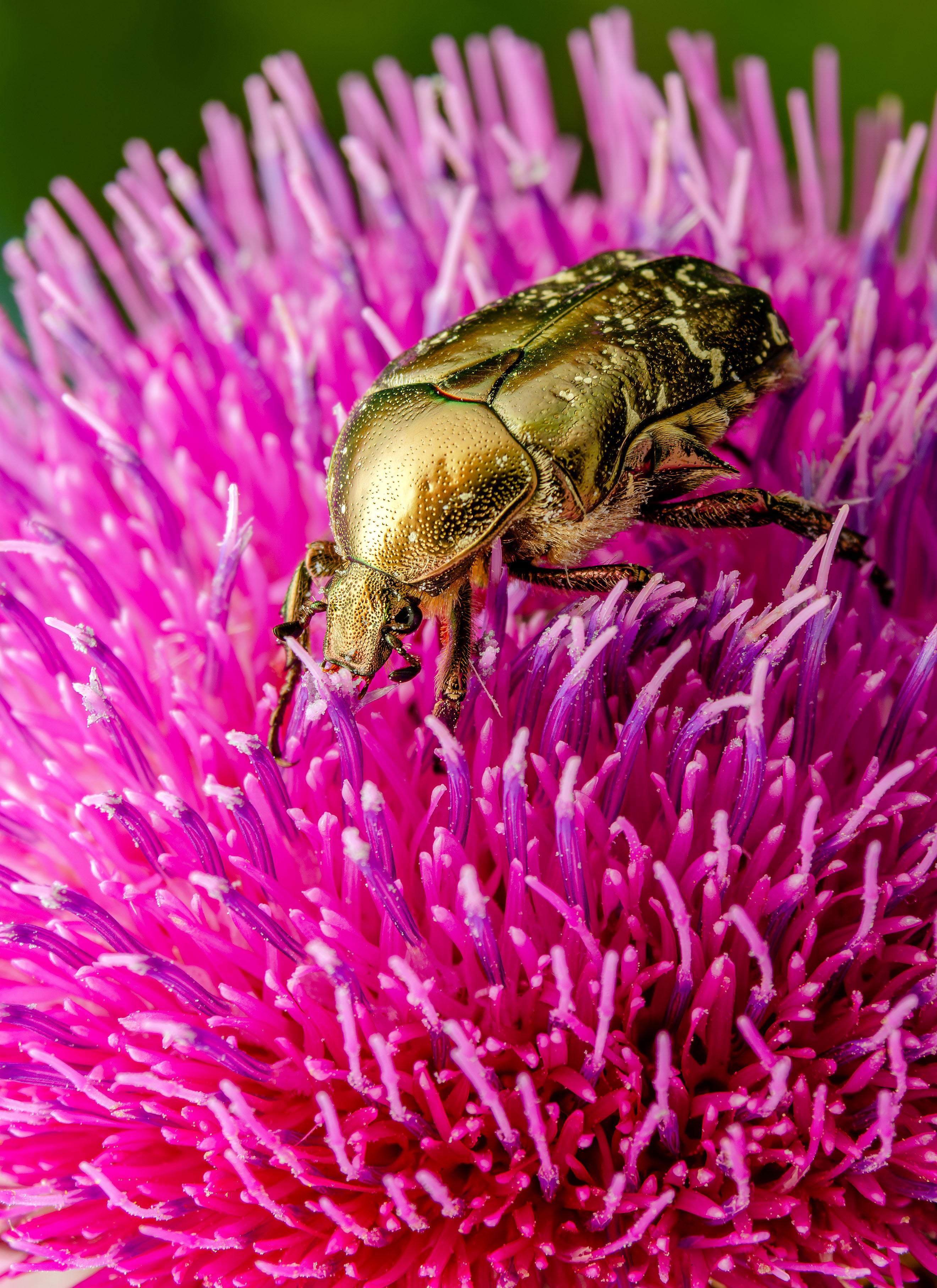
Kupfer-Rosenkäfer auf einer Blüte

Der Käfer wurde bereits  1775 von Fabricius unter dem wissenschaftlichen Namen Cetonia cuprea als 24. Art der Gattung Cetonia beschrieben. Die Beschreibung des Käfers durch Fabricius auf Lateinisch beginnt C. cuprea nitida (lat. eine glänzend kupferfarbene Cetonia ). Der Artname (cúprĕus = kupferfarben) nimmt folglich wie auch der deutsche Name Kupfer-Rosenkäfer auf die Farbe des Käfers Bezug. Diese variiert jedoch beträchtlich, was im Namen Variabler Rosenkäfer zum Ausdruck kommt.
Die heute auf Grund genitalmorphologischer Merkmale als Unterart Protaetia cuprea metallica geführte in Mitteleuropa vorherrschende Form wurde 1784 von Herbst als neue Art (durch einen Stern gekennzeichnet) unter dem Namen Cetonia metallica beschrieben. Dabei weist Herbst auf seine früheren Bemerkungen im Neuen Entomologischen Magazin zu dem Käfer hin. Von manchen Autoren wird die Form weiterhin als Art betrachtet. Der Name metallica von lat. metállicus, metallisch, spricht auf die metallische Farbe des Käfers an. Herbst beschrieb 1790 auch die Unterart Protaetia cuprea cuprea als Art unter dem Namen Cetonia florentina (lat.: bei Florenz vorkommende Cetonia).
Achille Costa zerlegte die Gattung Cetonia 1852 in die drei Untergattungen Cetonia, Tecinoa und Netocia. Dabei sind Tecinoa und Netocia Anagramme von Cetonia. Der Name der Untergattung Netocia, zu der der Kupfer-Rosenkäfer gehört, sagt also nichts über die Eigenschaften der Untergattung aus.
Von Mulsant & Rey wurde 1871 die Gattung Cetonia ebenfalls aufgeteilt und dabei die Untergattung Potosia definiert, welche von Reitter als Gattung übernommen und wieder in Untergattungen zerlegt wurde. In der Literatur ist der wissenschaftliche Name Potosia cuprea für den Kupfer-Rosenkäfer weit verbreitet. Nach Schenkling ist der Name Potosia von altgr. πότος „pótos“ für „Getränk“ abgeleitet und spielt darauf an, dass die Tiere an ausfließendem Baumsaft zu finden sind.
Die Gattung Protaetia wurde von Burmeister 1842 aufgestellt und der Gattungsname von ihm selbst erläutert (von altgr. πρωταίτιος „protaitios“,  lat. „principalis“, also „erster, kaiserlicher“).

## Merkmale des Käfers
| |                                                           |
| Abb. 1 links: Käfer mit wenig Makeln, Mitte: gleicher Käfer von unten, rechts: Käfer mit reicher Zeichnung |                                                           |
| |                                                           |
| Abb. 2 Mesosternalfortsatz, links in Aufsicht (rechte Bildhälfte teilweise getönt), rechts von der Seite gesehen (Umrisse ge- strichelt nachgezeichnet); grün Mesosternalfortsatz, gelb: Teile des linkes mittleren Beines |                                                           |
| |                                                           |
| Abb. 3 Seitenrand des Halsschilds | Abb. 4 Eindruck auf der rech- ten Flügeldecke, unten Naht |
| |                                                           |
| Abb. 5 Kopf Aufsicht | Abb. 6 Hinterschenkel (rechts Schiene)                    |
| |                                                           |
| Abb. 7: Aedeagus links in Aufsicht mit rechtsseitig getönter Kopie, in der Mitte in Seitenansicht, und rechts von vorn mit teilweise gefärbter Kopie darunter; getönt grün: Lamina interior, blau: Lamina exterior, rot: Basisstück, weiß: Dorsalspalte; gelber Pfeil: Zähnchen; gelbe Linie: Falte; blauer Pfeil und weiße Linie rechts unten: Spalte zwischen Lamina interior und Lamina exterior grüner Pfeil und grüne Linie: Überlappung der Laminae |                                                           |

Mit einer Länge von 14 bis 23 Millimetern ist der Käfer ein großer Rosenkäfer, aber im Durchschnitt kleiner als der Große Rosenkäfer. Er ist wenig gewölbt und oberseits kahl. Die Oberseite ist entweder einfarbig (Bild im Informationskasten) und der Käfer kann dann mit Protaetia affinis, mit Protaetia angustata oder kleinen Exemplaren des Großen Rosenkäfers verwechselt werden. Oder die Oberseite trägt wenige oder zahlreiche weiße Flecke (Makel) (Abb. 1), dann ist die Art leicht mit dem Goldglänzenden Rosenkäfer, mit Protaetia fieberi oder mit Liocola lugubris zu verwechseln. Die Grundfarbe der Oberseite ist meist leicht glänzend grün, sie kann aber von hellgrün und dunkelgrün über kupferrot bis dunkel violett variieren. Im Vergleich zur Oberseite ist die Unterseite gewöhnlich dunkler und gegen violett gehend, ebenso die Beine und manchmal der Rand des Halsschilds und die zwischen dem Halsschild und den Schultern der Flügeldecken von oben als Keil sichtbaren Epimeren der Mittelbrust.
Der Kopfschild ist viereckig, sein Vorderrand ist aufgebogen und ausgebuchtet. Seitlich ist er über den Fühlern ausgeschnitten, sodass deren Einlenkungsstelle von oben sichtbar ist. Die Fühler sind zehngliedrig, die letzten drei Glieder sind nach vorn lamellenartig verlängert und bilden gemeinsam eine Keule. Die Stirn ist zwischen den Augen kräftig, einfach und mäßig dicht punktiert (Abb. 5). Damit unterscheidet sie sich in der Punktierung von Protaetia affinis, bei der der Abstand der Punkte zueinander an dieser Stelle deutlich kleiner ist und von Protaetia fieberi, die insgesamt überall gröber und dichter punktiert ist.
Der Halsschild ist vorn gleichmäßig gewölbt, nicht wie beim Großen Rosenkäfer in der Mitte buckelig erhöht. Der Halsschildseitenrand ist in der Mitte und hinten breit, nach vorn wird er schmaler, erreicht aber die Vorderecken (Abb. 3), während bei Liocola lugubris der Halsschildseitenrand vor Erreichen der Vorderecken erlischt. Farblich hebt sich der Seitenrand  häufig violett gegenüber dem grünen Halsschild ab. Die Halsschildbasis ist dreifach ausgerandet, nämlich vor dem Schildchen und beidseitig neben dieser mittleren Einbuchtung. Das Schildchen ist länglich mit abgerundeter Spitze.
Die Flügeldecken sind um das Schildchen sehr fein und sehr zerstreut punktiert, nach hinten und zu den Seiten wird die Punktierung dichter und kräftiger. Die Flügeldecken sind ab der Mitte nach hinten neben der Naht flach längs eingedrückt. Das Vorderende des Eindrucks zeigt einen merkbaren Niveauunterschied zum davor liegenden Abschnitt der Flügeldecken (Abb. 4) und geht nicht unmerklich in diesen über wie bei Protaetia aeruginea. Im Bereich dieses Eindrucks ist die Punktierung dichter und kräftiger, die Punkte sind rundlich bis hufeisenförmig, und bilden mehr oder weniger deutliche kurze Reihen. Die Flügeldecken (Elytren) sind nach dem Schlupf aus der Puppe noch getrennt und werden durch Hämolymphe aufgepumpt und in Form gebracht. Die Innenränder entlang der Naht sind dabei so beschaffen, dass die rechte Elytre eine Feder und die linke Elytre die dazu passende Nut bildet, wodurch die beiden Flügeldecken ineinander haken und so eine sehr solide Verbindung bilden können. Das Schildchen ist symmetrisch geformt mit einer Leiste an der Unterkante, auf der die Flügeldecken nahe dem Halsschild aufliegen. Diese Leiste verschwindet ab der Mitte unter dem Schildchen, wodurch die Schildchenspitze auf den Elytren aufliegen kann und diese nach oben begrenzt, sodass ein starkes Anheben verhindert und somit zur Stabilität der Verbindung beigetragen wird. Das Trennen der einzelnen Deckflügel voneinander ist reversibel. Die Hinterflügel werden zum Fliegen durch leichtes Anheben der Flügeldecken entfaltet und während des Fluges bei geschlossenen Flügeldecken durch eine Aussparung am Rand der Flügeldecken bewegt.
Die Mittelbrust setzt sich zwischen den Hüften des mittleren Beinpaars nach vorn fort. Die Form, Punktierung und  Behaarung dieses Mesosternalfortsatzes (Abb. 2) liefern wichtige Bestimmungsmerkmale. Der Mesosternalfortsatz erhebt sich nicht nach vorn über die Ebene der Mittelhüften hinaus zu einem runden Knauf wie bei der Gattung Cetonia, sondern verbreitert sich auf gleicher Ebene oder sogar etwas niedergedrückt nach vorn bis zum wenig gerundeten Vorderrand, vor dem er steil abfällt. In Aufsicht (Abb. 2 oben) endet er breit dreieckig, von der Seite betrachtet (Abb. 2 unten) steht er nach vorn über. Er ist nicht dicht und grob punktiert wie bei Protaetia morio und Protaetia hungarica, sondern glatt bis sehr zerstreut und fein punktiert. Er ist im Unterschied zu oben genannten Arten kahl (die am Vorderrand erscheinende Behaarung entspringt unterhalb des Mesosternalfortsatzes). Die Größe des Mesosternalfortsatzes und der Grad, in welchem er nach vorn die Mittelbrust überragt, ist bei den verschiedenen Unterarten verschieden, bei den mitteleuropäischen und nordeuropäischen Formen ist er klein und wenig nach vorn vorragend, bei den südlichen Formen dagegen groß und stark vorstehend.
Alle Schienen tragen einen auffällig weiß behaarten Fleck auf dem Knie (in Abb. 3 ist er am mittleren Bein sichtbar, am Vorderbein nicht), der jedoch bei gestreckten Beinen von der Schiene verdeckt werden kann, bei fettenden Sammlungsexemplaren nicht immer leicht zu erkennen ist und auch fehlen kann. Die Vorderschienen sind in beiden Geschlechtern dreizähnig. Die Hinterschienen tragen nur eine Querleiste, die außen etwas hinter der Mitte liegt.
Der Innenrand der Hinterschenkel (in Abb. 6 der untere Rand) ist leicht geschwungen, aber nicht wie bei Protaetia affinis im äußeren Drittel etwas zahnartig ausgezogen und dahinter in Richtung auf das Knie ausgeschnitten. Die Hinterschenkel sind auch nicht kahl wie bei Protaetia affinis, sondern bewimpert.
Das Pygidium ist wenig gewölbt und raspelartig punktiert. In beiden Geschlechtern besitzt es keine seitlichen Längseindrücke. Beide Geschlechter haben keine Längsfurche auf der Unterseite des Hinterleibs.
Wie in vielen  Fällen unterscheiden sich die männlichen Geschlechtsteile (Aedeagus  Abb. 7) bei den äußerlich sehr ähnlichen Arten deutlich. Bei allen Arten der Gattung sitzen dem Basisteil (in Abb. 7 rot getönt) zwei Seitenteile (Parameren) auf, die den Penis umschließen. Beim Kupfer-Rosenkäfer sind die Parameren glänzend rot- bis schwarzbraun und nicht breit und gedrungen, sondern gestreckt und etwa 2,5 mal so lang wie der Aedeagus breit. An den Parameren unterscheidet man ein eher seitlich gelegenes äußeres Blatt (Lamina exterior, in Abb. 7 rechts und links unten blau getönt) und ein überwiegend oben liegenden inneres Blatt (Lamia interior in Abb. 7 rechts und links unten grün getönt). Von oben betrachtet ist das äußere Blatt nur nahe der Basis als schmaler Streifen und im vorderen Drittel als breiter Streifen sichtbar. Die beiden Blätter sind miteinander verwachsen, nur an der Spitze durch eine kurze Spalte voneinander getrennt (in Abb. 7 rechts weiß, in Abb. 7 Mitte kaum sichtbar, blaue Pfeilspitze). Der Endabschnitt des Aedeagus ist durch das nach außen mehr oder weniger als Zähnchen (in Abb. 7 links und Mitte gelbe Pfeilspitze) abstehende Ende einer Schrägfalte der Lamina exterior (in Abb. 7 links und Mitte gelbe Linie) optisch gut vom übrigen Aedeagus abgesetzt und erinnert an die Form der Kupplung eines Fahrradanhängers.
Die Innenränder der Parameren sind im basalen Bereich dorsal verwachsen, doch gemeinsam tief längsfurchig eingedrückt. Dahinter sind sie getrennt und lassen eine Dorsalspalte (in Abb. 7 links weiß getönt) frei. Die Parameren enden etwas lappenartig verbreitert und gewölbt, in geschlossener Stellung überlappen sich die Innenränder der inneren Blätter etwas (in Abb. 7 Mitte grüner Pfeil, Überlappungsbereich grün gerahmt, gut sichtbar in Abb. 7 rechts). In Seitenansicht ist der Aedeagus dick und gekrümmt (Abb. 7 Mitte), mit gerade bis zur Basis verlaufenden Seitenfurche ohne Seitenast.
Die ausgeprägte Variabilität soll an den Unterarten, die im deutschsprachigen Raum vorkommen, gezeigt werden.
Bei der in Mitteleuropa häufigsten Unterart Protaetia cuprea metallica ist der Mesosternalfortsatz mäßig groß und wenig vorstehend. Die Oberseite ist nur mäßig glänzend. Die Farbe variiert stark (düster grün mit mehr oder weniger messingfarbenem oder kupferigem Schimmer, selten dunkel bronzefarben, kupferig oder purpurrot bis schwärzlich). Tiere ohne weiße Flecken auf den Flügeldecken sind die Ausnahme. Die Kniemakel sind vorhanden.
Bei der Unterart Protaetia cuprea cuprea ist der Mesosternalfortsatz besonders groß. Die Oberseite glänzt mehr oder weniger stark glasartig grün bis olivbraun. Der Käfer hat keine weiße Zeichnung auf den Flügeldecken, die weißen Flecken auf den Knien können fehlen oder nicht.
Bei der Unterart Protaetia cuprea obscura ist der Mesosternalfortsatz ebenfalls sehr groß und die Oberseite ist ohne weiße Makel. Die Knie tragen in der Regel eine weiße Makel.
Bei der Unterart Protaetia cuprea bourgini ist der Mesosternalfortsatz nur mittelgroß. Die Oberseite glänzt stark erzkupfrig, teilweise mit grünlichem Schimmer. Die weiße Zeichnung der Oberseite ist deutlich ausgebildet, der weiße Fleck auf den Knien sind vorhanden.
Weitere Unterarten sind in Form eines Schlüssels bei Coleo-net aufgelistet.

## Biologie
Die Art ist nicht auf einen bestimmten Habitatstypus beschränkt. Man findet die Käfer an Waldrändern, in Wäldern und auf Wiesen. Auch in der Nahrungsaufnahme sind die Käfer nicht sonderlich spezialisiert. Sie fressen an verschiedenen Blüten Pollen und Blütenteile, lecken den Saft von Bäumen oder nagen an überreifen Früchten.
Die Unterart Protaetia cuprea metallica bevorzugt die montane Höhenstufe. Sie wurde an Birnen, Himbeeren, auf den Blüten der Vogelbeere, am ausfließenden Saft von Eichen, aber auch in Laubkompost und in den Stubben von Kiefern gefunden.
Die Käfer erscheinen im Mai und verschwinden wieder im Juli. Die Weibchen legen die Eier in der Nähe von Ameisenhaufen insbesondere der Roten Waldameise in die Erde ab. Die Larven entwickeln sich in oder an Ameisennestern und ernähren sich von vermodernden Holzabfällen und Nestmaterial. Die Larven haben dazu im Verdauungstrakt großvolumige Gärkammern ausgebildet. Die Ameisen dulden die Käferlarven im Allgemeinen. Narben deuten auf gelegentliche Angriffe der Ameisen hin, doch scheinen die Larven durch eine genügend feste Haut geschützt zu sein. Der Vorteil der Käferlarven bei einem Verbleiben im Ameisenhaufen liegt im Schutz vor Feinden durch die Ameisen, der höheren und gleichmäßigeren Temperatur und dem reichlichen Nahrungsangebot im Ameisenhaufen.
Die Entwicklung umfasst drei Larvenstadien und dauert bis zur Imago in der Regel zwei Jahre. Die Verpuppung erfolgt in einer aus verrottendem Material zusammengeklebten Puppenwiege. Die Käfer schlüpfen im August.
Für die Unterart Protaetia cuprea brancoi werden Baumhöhlen als bevorzugter Ort für die Entwicklung angegeben.

## Landwirtschaftliche Bedeutung
Die Bedeutung dieses blütenfressenden Käfer ist zwiespältig. Einerseits spielt er eine wichtige Rolle als Bestäuber, etwa bei den wirtschaftlich genutzten Opuntien. Andererseits können die Blüten und Samenanlagen durch den Fraß geschädigt oder zerstört werde. Deswegen ist der Kupfer-Rosenkäfer zusammen mit dem Goldenen Rosenkäfer bei Rosenzüchtern nicht gern gesehen und kann in Obstbaumplantagen, beispielsweise in Pfirsichkulturen, Schäden anrichten.
Um den Einsatz von Pestiziden zu minimieren, wird der Käfer gezielt in Fallen gefangen. In der entsprechenden Literatur wird häufig nicht zwischen Protaetia cuprea und Cetonia aurata unterschieden, sondern stattdessen beide gemeinsam abgehandelt. Als besonders wirksames Lockmittel hat sich blaue Farbe in Verbindung mit einer Mischung verschiedener synthetischer Lockstoffe erwiesen. Deren Wirksamkeit wird getestet, indem man die Reaktion der Fühler misst, wenn der Käfer einem Luftstrom mit den Duftstoffen ausgesetzt wird.

## Bemerkungen zur Mythologie
In Nordeuropa wurden in der vorwissenschaftlichen Zeit die dort verbreiteten und sehr ähnlichen Rosenkäfer Cetonia aurata, Liocola lugubris und Protaetia cuprea nicht unterschieden, sondern als gleiches Wesen verstanden. In Schweden wurden sie als Könige der Ameisenhaufen (Myr-konung) bezeichnet. Man verstand wohl die Ameisenhaufen als Staat, an deren Spitze der häufig in den Haufen gefundene Goldkäfer stand. Er wurde mit Reichtum und Fruchtbarkeit in Verbindung gebracht und zu den guten Hausgeistern gerechnet. Die Käfer wurden als Glücksbringer gefangen gehalten, und für hilfreich bei der Suche nach verborgenen Schätzen angesehen. Die Vorstellungen über das Wesen des Goldkäfers waren verbunden mit den Vorstellungen über den Mistkäfer, den geringeren Bruder des Goldkäfers, der wegen seiner Verwertung des Dungs von der bäuerlichen Gesellschaft ebenfalls mit Fruchtbarkeit und Reichtum assoziiert wurde. Edgar Allan Poe verwendet in seiner Erzählung Der Goldkäfer ebenfalls die Idee, dass der goldene Käfer den Erzähler zu einem Schatz führt.

## Verbreitung

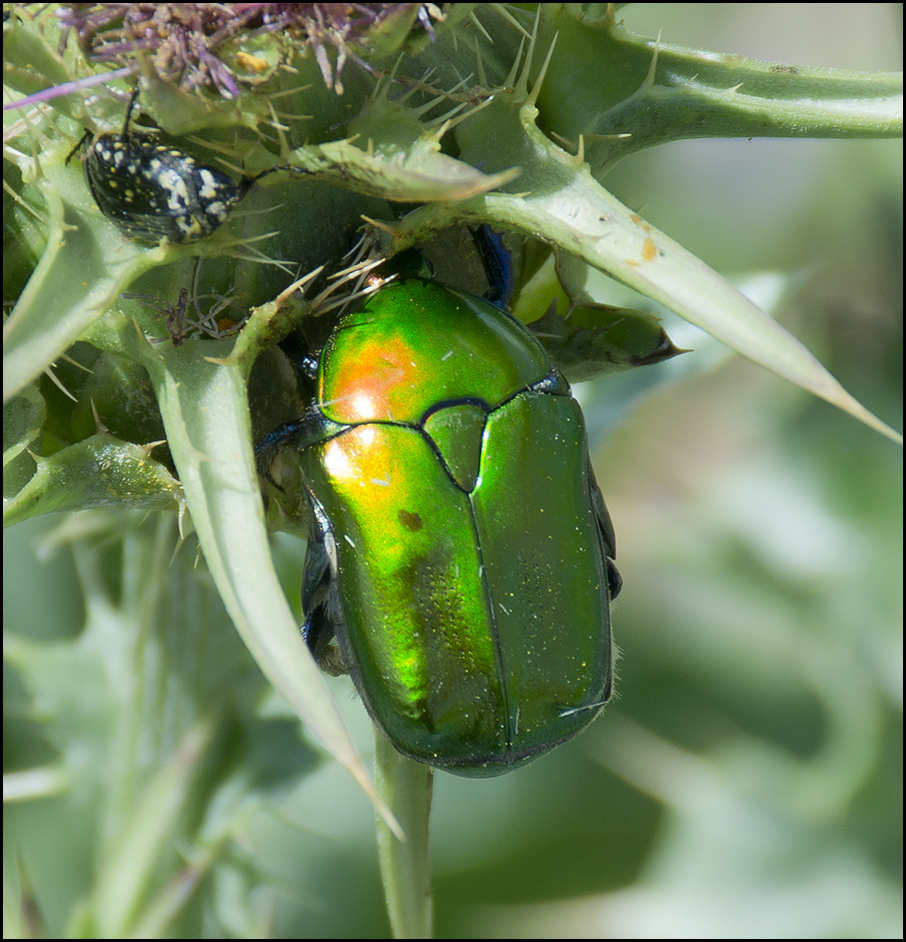
Protaetia cuprea ignicollis in Israel.

Die Art ist in nahezu ganz Europa vom Nordkap bis zum Mittelmeer verbreitet. Sie fehlt nur auf einigen Inseln, etwa auf Kreta und den Kanaren, auch aus einigen Stadtstaaten liegen keine Meldungen vor. Nach Osten erstreckt sich das Verbreitungsgebiet fast über das ganze eurosibirische, pontische, turkmenische Gebiet der Paläarktis und die Art dringt auch nach Nordindien ein. Protaetia cuprea metallica ist ebenfalls im größten Teil Europas vertreten, fehlt aber im Süden. Die Stammform Protaetia cuprea cuprea findet man hauptsächlich in Frankreich, Griechenland und Italien. Die Unterart Protaetia cuprea brancoi findet man nur auf der Iberischen Halbinsel. Die Unterart Protaetia cuprea ikonomovi ist ein Endemit Zyperns, Protaetia cuprea incerta kommt nur in Italien und auf Sizilien vor. Das Vorkommen von Protaetia cuprea levantina ist auf Griechenland beschränkt, das von Protaetia cuprea olivacea auf Frankreich. Protaetia cuprea bourgini findet man in Frankreich und Deutschland, bei der im östlichen Mittel- und Südeuropa verbreiteten Unterart Protaetia cuprea obscura verläuft die Ausbreitungsgrenze durch Italien, Schweiz, Österreich, Tschechien, Slowakei, Ungarn, Rumänien und Griechenland.
Aus Menorca wird eine neue Unterart cuprea ferreriesensis gemeldet.